# شور جنوبی (کنتاکی)
شور جنوبی (به انگلیسی: South Shore) شهری در ایالت کنتاکی کشور ایالات متحده آمریکا است که جمعیت آن در سرشماری سال ۲۰۱۰ میلادی، ۱٬۱۲۲ نفر بوده‌است.